# Atolla chuni
Atolla chuni är en manetart som först beskrevs av Ernst Vanhöffen 1902.  Atolla chuni ingår i släktet Atolla och familjen Atollidae. Inga underarter finns listade i Catalogue of Life.